# トコア
トコア（Toccoa）は、アメリカ合衆国ジョージア州の都市。ステファンズ郡の郡庁所在地である。人口は9,133人（2020年）。サウスカロライナ州境に近い

## 概要
カラヒー山の麓にあり、アメリカ製作のドラマ『バンド・オブ・ブラザース』で基幹部隊の第101空挺師団第506パラシュート歩兵連隊(506 P.I.R/101Div)の駐屯地があった。同ドラマで一躍有名になった。なお、カラヒーの意味は先住民の言葉で『独り立つ』である。
現在、同駐屯地跡が記念館として一般に公開されており、ドラマで俳優たちが着用していた白地に落下傘を描いたシャツがお土産の一番人気を占めている。同作品の始まりの地として、落下傘兵ヒストリカルリエナクターや当時の隊員からも愛されている。

## 交通
トコア駅にはアムトラックの長距離列車クレセントが停車する。

## 出身・在住有名人
- ポール・アンダーソン（1932年トコア生まれ。1956年メルボルンオリンピック重量挙げ金メダリスト。）
- ジェームス・ブラウン（歌手、作曲家、ダンサー、バンドのリーダー。16歳のときトコアの教護院に収容される。）
- デイル・デイヴィス（NBA選手）